# ديون ناش
ديون نـاش (20 نوفمبر 1971 بأوكلاند في نيوزيلندا - ) (بالإنجليزية: Dion Nash)‏ هو لاعب كريكت نيوزلندي. شارك مع منتخب نيوزيلندا الوطني للكريكت. أما مع النوادي، فقد لعب مع Northern Districts men's cricket team ‏ ونادي مقاطعة ميدلسكس للكريكت ‏ وفريق أوكلاند للكريكت ‏ وفريق أوتاغو للكريكت ‏.

## وصلات خارجية
- ديون نـاش على موقع إي آس بي آن كريك إنفو (الإنجليزية)
- ديون نـاش على موقع اتحاد ألعاب الكومنولث (مؤرشف) (الإنجليزية)